# أعلام القرآن (كتاب)
أعلام القرآن (الأردية: اعلام القرآن) هو كتاب كتبه الباحث الهندي عبد المجيد داريابادي عن علم الجغرافيا في القرآن الكريم. نُشر هذا الكتاب عام 1959م من وكالة صدقي جديد للكتاب في لكناو، ويتألف من 208 صفحات، وهو عبارة عن قاموس شامل مرتب أبجديًا للشخصيات القرآنية، سواء كانت بشرية أو ملائكية أو شيطانية مذكورة في القرآن صراحة أو ضمنًا. فهو كتاب في الجغرافيا البشرية للقرآن: يتناول الجغرافيا الفردية والقبلية. الكتاب يقدم 158 شخصية. إنه عمل فريد من نوعه في هذا النوع. إلى جانب تفسير المجيدى المكتوب باللغتين الأردية والإنجليزية، ألف داري آبادي كتابًا آخر بعنوان جغرافية القرآن والذي يوضح الجغرافيا الطبيعية المستخدمة في القرآن.

## المنهجية
أما بالنسبة لمنهجه، فإنه لم يكتف بدمج عدد المرات التي ذُكرَت شخصية معينة في سورة محددة، بل أضاف إليها أيضًا تفاصيل مستقاة من كتب أخرى موحى بها من الله، على سبيل المثال، الكتاب المقدس والكتب المقدسة الأخرى. وقد تجنبنا هنا التفصيلات المستفيضة، لأنه في كتاب آخر بعنوان "قصص القرآن الكريم" كان ينوي أن يكتب كل هذه التفاصيل.

## العيوب
لم يثنِ الكاتب على البحث الذي أجراه سليمان ندوي بشأن "قوم حجر". ما زال يعتبرهم ثموديين وليس نبطين كما ذهب ندوي. وفضل أن يتبع رأي الأغلبية. أما الباحثون المعاصرون فيميزون بين مدائن صالح والمابيّات. يرى الباحثون المعاصرون أن مدائن صالح ليست المكان الذي عاش فيه النبي صالح. ارتكب باحث تركي هذا الخطأ وتبعه جميع الآخرين. المكان يُنسب إلى شخص آخر اسمه صالح. النبي صالح لم يقيم في مدائن صالح بل في المابيّات، لكن الكاتب ارتكب خطأ هنا.

## الاستقبال
كتب محمد محبوب، الباحث في جامعة عليكرة الإسلامية، عن الكتاب:
| « | ثلاثية داريا بادى في الدراسات القرآنية تمكن القراء من فهم أعمق لكثرة الإشارات التاريخية والجغرافية والحضارية في القرآن. كما أنها أسست لتوجه جديد في الدراسات القرآنية باللغة الأردية، حيث بدأت تظهر أعمال أخرى في الدراسات القرآنية بالإضافة إلى التفسير، مما أتاح توسيع نطاق البحث في هذا المجال باللغة الأردية. | » |

### الاستشهادات
1. ↑  Mahboob, Mohd. (2020). Abdul Majid Daryabadis contribution to Quranic studies (PhD thesis) (بالإنجليزية). الهند: Department of Islamic Studies, جامعة عليكرة الإسلامية. p. 142. hdl:10603/354021.
2. ↑  Mumtaz, Nadia (2021). "Science of Geography in the Holy Quran". The Islamic Culture (بالإنجليزية). Sheikh Zayed Islamic Centre, جامعة كراتشي. 45: 35. ISSN:1813-775X. Archived from the original on 2022-10-25.  Text was copied from this source, which is available under a Creative Commons Attribution 4.0 International License نسخة محفوظة 16 October 2017 على موقع واي باك مشين..
3. ↑  Mumtaz 2021، صفحة 34–35.
4. 1 2  Mumtaz 2021، صفحة 34.

### فهرس
- Mushtaq, Aroosha (2020). A Critical Study of Abdul Majid Daryabadi's English Translation and Exegetical Notes on the Holy Quran (PhD thesis) (بالإنجليزية). Government College University, Lahore. Archived from the original on 2022-10-10.
- Khanam، Fauzia (2012). Moulana abdul majid daryabadi ki adabi khidmath (PhD) (بالأوردية). الهند: Department of Urdu, جامعة عليكرة الإسلامية. hdl:10603/63562.
- Siddiqui، Zubair Ahmad (2017). Maulana Abdul Majid Daryabadi ki Sahafati Khidmaat Ka Tahqiqi Wo Tanqidi Jaiza (PhD) (بالأوردية). الهند: Department of Urdu, جامعة عليكرة الإسلامية. hdl:10603/208408.
- Salahuddin، S k (2013). Moulana Abdul Maajid Daryabadi ki adabi jehat (PhD) (بالأوردية). الهند: Department of Urdu, جامعة كلكتا. hdl:10603/164202.

## روابط خارجية
- عالم القرآن الكريم في أرشيف الإنترنت